# Yuri (artiste coréenne)
Pour les articles homonymes, voir Yuri (homonymie).
Dans ce nom coréen, le nom de famille, Kwon, précède le nom personnel.
Kwon Yu-ri (coréen : 권유리), plus communément appelée Yuri (유리), née le 5 décembre 1989 à Goyang en Corée du Sud, est une idole, danseuse, parolière, actrice, chanteuse et animatrice sud-coréenne. Elle est membre du girlsband de K-pop Girls' Generation dont elle est la danseuse principale, rappeuse et chanteuse secondaire. Depuis septembre 2018, elle fait partie de Girls' Generation-Oh!GG, la deuxième sous-unité du groupe. 

## Biographie
Yuri a auditionné au Casting System SM Entertainment et a rejoint la société en 2001 après avoir terminé deuxième au jeunesse Concours du meilleur danseur 2001 SM. Elle a ensuite suivi une formation de 5 ans et 11 mois avant son début. Elle est diplômée de NeungGok High School en 2008 et fréquente actuellement l'Université de Chung-Ang avec l'une des membres des Girls' Generation, Sooyoung.

## Vie privée
Elle a été en couple avec le sportif Oh Seung-hwan.

## Discographie

### En solo

#### Mini-album (EP)
| Titre           | Détails                                                                                               | Meilleures positions | Meilleures positions | Meilleures positions | Ventes       |
| Titre           | Détails                                                                                               | COR                  | TW                   | US World             | Ventes       |
| --------------- | --- | -------------------- | -------------------- | -------------------- | ------------ |
| The First Scene | - Date de sortie : 4 octobre 2018 - Label : SM Entertainment - Formats : CD, téléchargement numérique | 2                    | 2                    | 10                   | COR : 17 290 |

#### Singles
| Titre                                                                               | Année                    | Meilleures positions     | Meilleures positions     | Ventes                   | Album                    |
| Titre                                                                               | Année                    | COR Gaon                 | US World                 | Ventes                   | Album                    |
| Comme artiste principale                                                            | Comme artiste principale | Comme artiste principale | Comme artiste principale | Comme artiste principale | Comme artiste principale |
| ----------------------------------------------------------------------------------- | ------------------------ | ------------------------ | ------------------------ | ------------------------ | ------------------------ |
| "Always Find You" (avec Raiden)                                                     | 2018                     | —                        | —                        | NC                       | Non issu d’un album      |
| "Into You"                                                                          | 2018                     | —                        | 22                       | NC                       | The First Scene          |
| Singles promotionnels                                                               |                          |                          |                          |                          |                          |
| "Secret" (avec Seohyun)                                                             | 2016                     | 149                      | 10                       | - COR : 11 481           | SM Station Season 1      |
| Bande-son                                                                           |                          |                          |                          |                          |                          |
| "Kkok" (Avec Sooyoung)                                                              | 2008                     | —                        | —                        | NC                       | Working Mom OST          |
| "Bling Star" (avec Masyta Band)                                                     | 2013                     | —                        | —                        | NC                       | No Breathing OST         |
| "Twinkle Twinkle" (avec Masyta Band)                                                | 2013                     | —                        | —                        | NC                       | No Breathing OST         |
| "—" signifie que le titre ne s'est pas classé ou n'est pas sorti dans cette région. |                          |                          |                          |                          |                          |

## Filmographie

### Films
| Année | Titre                     | Rôle              |
| ----- | ------------------------- | ----------------- |
| 2007  | Attack on the Pin-Up Boys | Ballerina (cameo) |
| 2013  | No Breathing              | Jung-eun          |

### Drama
| Année     | Titre                          | Rôle                |
| --------- | ------------------------------ | ------------------- |
| 2007–2008 | Unstoppable Marriage (en)      | Yuri                |
| 2012      | Fashion King                   | Choi Anna           |
| 2015      | Kill me Heal Me                | Ahn Yo-na           |
| 2016      | Neighborhood Hero              | Bae Jung-yeon       |
| 2016      | Gogh, The Starry Night         | Go-ho               |
| 2017      | Defendant                      | Seo Eun-hye         |
| 2018      | Dae Jang Geum is watching      | Bok Seung Ah        |
| 2018      | The Sound of Your Hear :Reboot | Ae-bong             |
| 2020      | Bossam: Steal the Fate         | Princesse Soo-Kyung |
| 2021      | Racket Boys                    | Im Seo-Hyun         |
| 2022      | Good Job                       | Don Sae-Ra          |

### Émissions télévisées
| Année                 | Titre                     | Rôle                                        |
| --------------------- | ------------------------- | ------------------------------------------- |
| 2007                  | Cutie Honey, Mini Musical | Avec Jessica, Hyoyeon                       |
| 2008                  | Kko Kko Tour              | Elle-même                                   |
| 2009–2010             | KBS2 Invincible Youth     | Sunny                                       |
| 2009–2010 ; 2011-2012 | MBC Show! Music Core      | Animation avec Tiffany                      |
| 2010                  | Running Man Épisode 16    | Elle-même                                   |
| 2011                  | Running Man Épisode 63-64 | Elle-même                                   |
| 2013                  | Dancing9                  | Elle-même                                   |
| 2015                  | Cool Kiz On The Block     | Elle-même                                   |
| 2015                  | The Law of Jungle         | Elle-même                                   |
| 2015                  | Channel Soshi             | Elle-même avec les autres membres du groupe |
| 2017                  | Weekly Idol               | Elle-même avec les autres membres du groupe |
| 2017                  | Running Man               | Elle-même avec les autres membres du groupe |
| 2017                  | Happy Together            | Elle-même avec les autres membres du groupe |
| 2018                  | Weekly Idol               | Elle-même                                   |
| 2021                  | My Teenage Girl           | Elle-même                                   |
| 2021                  | You Quizz On The Block    | Elle-même avec les autres membres du groupe |
| 2021                  | Amazing Saturday          | Elle-même avec Hyoyeon                      |
| 2022                  | Running Man               | Elle-même avec Hyoyeon                      |
| 2022                  | Knowing Bros              | Elle-même avec les autres membres du groupe |
| 2022                  | Amazing Saturday          | Elle-même avec les autres membres du groupe |
| 2022                  | Soshi Tamtam              | Elle-même avec les autres membres du groupe |